# Równanie czasu
Równanie czasu – różnica pomiędzy godzinnym kątem Słońca średniego a kątem godzinnym Słońca prawdziwego. Równanie czasu to poprawka, którą należy dodać lub odjąć do czasu średniego w celu otrzymania czasu prawdziwego.

## Literatura
- Flis Jan, Szkolny słownik geograficzny, WSiP 1986.